# FK BATE Barysaw
FK BATE Barysaw (Wit-Russisch: ФК БАТЭ Барысаў), of kortweg FC BATE is een Wit-Russische voetbalclub uit Barysaw. De club is ook bekend onder de Russische naam BATE Borisov.

## Geschiedenis
De club werd in 1973 opgericht als Berezina Borisov. Na de onafhankelijkheid van Wit-Rusland nam de club de naam Fomalgaut Barysaw aan en in 1996 de huidige naam. BATE staat voor Borisov Automobile and Tractor Electronics.
In 1974, 1976 en 1979 werd de club kampioen van Wit-Rusland, toen nog een lagere klasse in de Sovjet-competitie. Na de onafhankelijkheid speelde de club in de 3de klasse en promoveerde in 1995 naar de 2de klasse. Twee jaar later stootte de club door naar de hoogste klasse en vestigde zich daar meteen als topclub. In 1998 werd de club vicekampioen en een jaar later werd reeds de titel behaald. Na een 2de en een 3de plaats werd in 2002 opnieuw de titel behaald. De volgende 2 seizoenen werd BATE opnieuw 2de, het slechtste seizoen tot dusver was 2005 toen een 5de plaats werd behaald, dit akkefietje werd in 2006 dan weer rechtgezet met de titel. In 2008 gebeurde het onwaarschijnlijke door zich te plaatsen voor de groepsfase van de Champions League. In de voorronden versloeg het eerst RSC Anderlecht en nadien ook Levski Sofia. In 2012 werd BATE voor de zevende keer op rij kampioen van Wit-Rusland en werd met negen titels de meest succesvolle ploeg van het land sinds de onafhankelijkheid. Vervolgens werd opnieuw achtereenvolgens het landskampioenschap behaald in 2013, 2014, 2015, 2016, 2017 en 2018.

## Erelijst

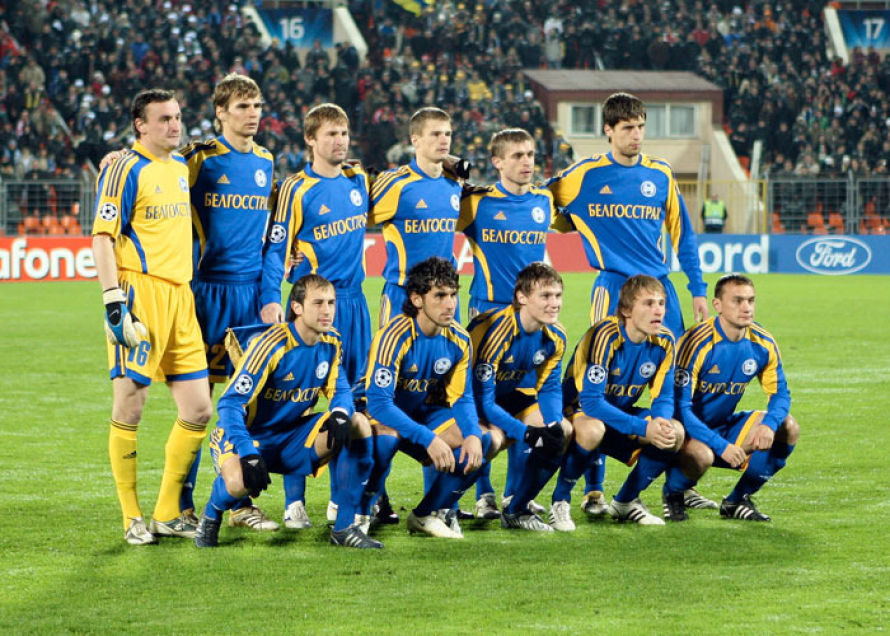
Team van 2008

Vysjejsjaja Liga (15x) in 1999, 2002, 2006, 2007, 2008, 2009, 2010, 2011, 2012, 2013, 2014, 2015, 2016, 2017, 2018
Beker van Wit-Rusland winnaar (5x) in 2006, 2010, 2015, 2020, 2021; finalist in 2002, 2005, 2007, 2016, 2018, 2022
Wit-Russische supercup winnaar (8x) in 2010, 2011, 2013, 2014, 2015, 2016, 2017, 2022; finalist in 2012, 2018, 2019, 2021
Droehaja Liha (1x) in 1996
Kampioenschap Wit-Russische Socialistische Sovjetrepubliek (3x) in 1974, 1976 en 1979

## In Europa

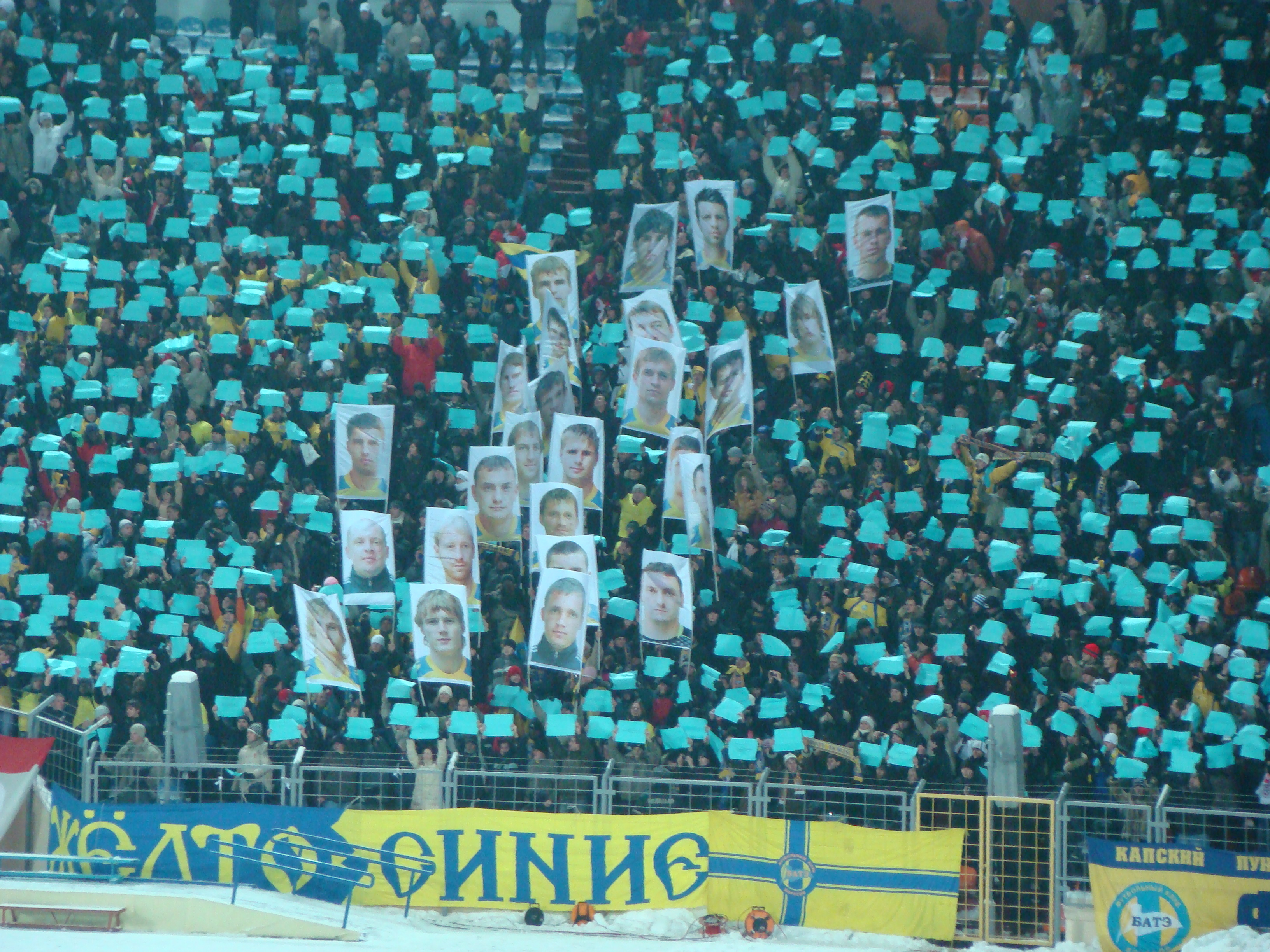
Fans tijdens de Champions League 2008

FK BATE Borisov speelt sinds 1999 in diverse Europese competities. Hieronder staan de competities en in welke seizoenen de club deelnam:
- Champions League (16x)

2000/01, 2003/04, 2007/08, 2008/09, 2009/10, 2010/11, 2011/12, 2012/13, 2013/14, 2014/15, 2015/16, 2016/17, 2017/18, 2018/19, 2019/20, 2023/24
- Europa League (9x)

2009/10, 2010/11, 2012/13, 2016/17, 2017/18, 2018/19, 2019/20, 2020/21, 2023/24
- Europa Conference League (3x)

2021/22, 2022/23, 2023/24
- UEFA Cup (6x)

1999/00, 2001/02, 2004/05, 2005/06, 2006/07, 2007/08
- Intertoto Cup (1x)

2002

## Bekende (oud-)spelers
- Renan Bardini Bressan
- Aljaksandr Hleb
- Mateja Kežman
- Vital Koetoezaw
- Denis Poljakov
- Vitali Rodionov
- Nikolaj Signevitsj
- Jakov Filipović